# Ектор Ечеверрі
Ектор Ечеверрі (ісп. Héctor Echeverri, 10 квітня 1938 — 1988) — колумбійський футболіст, що грав на позиції захисника.
Виступав за «Індепендьєнте Медельїн» та національну збірну Колумбії.

## Клубна кар'єра
У дорослому футболі дебютував 1959 року виступами за команду «Індепендьєнте Медельїн», в якій провів вісім з половиною сезонів, взявши участь у 322 матчах чемпіонату. Більшість часу, проведеного у складі «Індепендьєнте Медельїн», був основним гравцем захисту команди і тричі, 1959, 1961 та 1966 року, ставав з командою віце-чемпіоном Колумбії.
Протягом другої половини 1967 року захищав кольори клубу «Санта-Фе», після чого повернувся до клубу «Індепендьєнте Медельїн», за який відіграв ще три сезони. Граючи у складі «Індепендьєнте Медельїн» також здебільшого виходив на поле в основному складі команди. Завершив професійну кар'єру футболіста виступами за команду «Індепендьєнте Медельїн» у 1970 році. Загалом, у 1959-1970 роках він провів 457 ігор в колумбійській лізі, більше, ніж будь-який інший гравець в історії клубу, і забив лише один гол.

## Виступи за збірну
23 червня 1957 року дебютував в офіційних матчах у складі національної збірної Колумбії в товариській грі проти Парагваю (1:2). У 1959 році брав участь у відбіркових турах на Олімпійські ігри в Римі.
У складі збірної був учасником чемпіонату світу 1962 року у Чилі, зігравши у всіх трьох іграх проти Уругваю, СРСР та Югославії, які і стали його останніми матчами за збірну. Загалом протягом кар'єри у національній команді, яка тривала 6 років, провів у її формі 12 матчів.
Помер 1988 року.